# Італійський цивільний кодекс
Цивільний кодекс Італії (італ. codice civile italiano) — збірник норм, що регулюють приватне право. Кодекс ухвалено Королівським указом № 262 від 16 березня 1942 року. Цивільний кодекс 1942 року замінив попередній цивільний кодекс, який діяв з 1865 року, і ґрунтувався на перекладі італійською Кодексу Наполеона.
Кодекс чинність набрав 16 березня 1942 року.

## Історична довідка
Під час наполеонівського періоду, в роки панування Наполеона Бонапарта в Італії, діяв цивільний кодекс, що був перекладом італійського кодексу Наполеона, але після падіння Французької імперії та Реставрації, майже всі європейські держави видали цивільні кодекси, здебільшого маючи Кодекс Наполеон як зразок.

### Італійська єдність та кодекс 1865 року
Одразу після об'єднання Італії цивільний кодекс Савої 1837 року поширився на новонароджену державу.
Італійський цивільний кодекс 1856 року розділений на три книги:
- І «Про людей»;
- ІІ «Про товари, майно та його модифікації»;
- ІІІ «Про способи придбання та передачі майна та інші права на речі».

## Кодекс 1942 року
Чинний в Італії цивільний кодекс, затверджений 16 березня 1942 року, який замінив положення 1865 року, відрізняється від моделі французької та італійської ХІХ ст. На неї також впливає інша, більш недавня модель цивільного кодексу, яка мала надзвичайне значення для еволюції італійської юридичної науки в першій половині 19 століття — це Німецьке цивільне уложення з 1900 року.
Цивільний кодекс 1942 року містить як дисципліни цивільного права, так і норми комерційного права, раніше продиктовані різними кодексами. Такі особи, як Діно Гранді та юрист П'єро Каламандрей, працювали над розробкою італійського цивільного процесуального кодексу 1942 року.

### Підготовча робота
Роботи з розробки проекту цивільного кодексу розпочалися після Першої світової війни. Текст, який набув чинності в 1942 році, є результатом роботи низки комісій та підкомітетів, що складалися з університетських професорів, магістратів, юристів та посадових осіб, координованих Філіппо Вассаллі. Кодекс об'єднав статті, спочатку призначених для комерційного кодексу.
Події, пов'язані з розробкою цивільного кодексу, були реконструйовані лише за останні роки. Завдяки архівам Ф. Вассаллі та Асквіні вдалося простежити імена правознавців. Був також підкреслений вирішальний внесок деяких юристів, таких як Нікола Коко та Джузеппе Ості. Останній пропагувальник суворої відповідальності боржника, а також вищих посадових осіб, які матимуть роль у політиці в післявоєнний період, таких як Джузеппе Медічі та самого Діно Гранді. Також з'ясувалося уточнення аспектів, які залишаються неясними, такі як неодноразові спроби фашистизації кодексу, які значною мірою зазнали невдачі, та неспокійні події, що призвели до уніфікації приватного права.

### Другий післявоєнний період
Після Другої світової війни кодекс 1942 року не зазнав кардинальних змін та нововведень; такі елементи, як посилання на корпоративні правила та расистські положення, були виключені. По суті найбільш значущими були законодавства про працю в Італії, яке завершилося введенням в дію закону 20 травня 1970 року, № 300.

## Структура
Цивільний кодекс поділений на 6 книг:
- Перша книга — Про людей і сім'ю, статті 1-455 — містить дисципліну правоздатності людей, прав особистості, колективних організацій, сім'ї ;
- Друга книга — Речення, мистецтво. 456—809 — містить дисципліну спадкування через смерть та договір дарування ;
- Третя книга — власність, статті. 810—1172 — містить дисципліну власності та інші речові права ;
- Книга четверта — Облігації, мистецтво. 1173—2059 — містить дисципліну зобов'язань та їх джерела, тобто переважно договори та незаконні факти (так звана цивільна відповідальність);
- Книга П'ята — робота, artt.2060-2642 — містить дисципліну " підприємств в цілому, зайнятість і самозайнятість, у компанії з прибутком і конкуренцією ;
- Книга шоста — Про захист прав, мистецтв. 2643—2969 — містить регулювання транскрипції, доказів, вотчинної відповідальності боржника та причин упередження припису .